# Vale (Guernsey)
Vale is een parish van het Britse kroondomein Guernsey.
Vale telt 9573 inwoners. De oppervlakte bedraagt 8,8 km², de bevolkingsdichtheid is 1087,8 inwoners per km².

## Geschiedenis
In 933 werden de eilanden, voorheen onder de controle van Willem I, toen hertogdom Bretagne geannexeerd door het hertogdom Normandië. Het eiland Guernsey en de andere Kanaaleilanden vormen de laatste overblijfselen van het middeleeuwse hertogdom Normandië.
Een groot deel van de Vale-parochie die toebehoorde aan het leengoed Sint-Michiel, dat ten goede kwam aan de benedictijnse monniken die in een abdij woonden die naast de Vale-kerk was gebouwd vanaf het moment dat deze in 1032 werd verleend door Robert van Normandië, die blijkbaar in een storm was geraakt en zijn schip was veilig in Guernsey terechtgekomen. De rechten op het leengoed werden verwijderd door Henry VIII toen hij de ontbinding van de kloosters ondernam.
Tot 1806 bezette de parochie gebied op het vasteland van Guernsey, de Vingtaine de l'Epine, evenals het geheel van Le Clos du Valle, een getijdeneiland dat het noordelijke uiteinde van Guernsey vormt en van het vasteland wordt gescheiden door Le Braye du Valle, een getijde kanaal. Le Braye werd in 1806 drooggelegd en teruggewonnen door de Britse regering als verdedigingsmaatregel. Vale bestaat nu uit twee niet-aangrenzende gebieden.

## Bezienswaardigheden
Kerken:
- Vale Parochiekerk, St Michel du Valle. 
- Vale Mission Fellowship.
- St Pauls Methodistenkerk.
- Parochie oorlogsmonument bij Vale Avenue-Braye Road Cross Roads.[3]
- Haven van Bordeaux.
- The Vale Mill (de meest prominente bezienswaardigheid van de parochie).[4]
- Noordelijke helft van Saint Sampson's Town.
- Noordelijke helft van de haven van Saint Sampson.
- Vale Pond, natuurreservaat.[5]
- Jachthaven van Beaucette.[6]
- Rousse Tower.[7]

## Geboren
- Isaac Brock (1769 -1812), Brits officier
- Dame Sibyl Mary Collings Beaumont Hathaway (1884 - 1974), Dame van Sark
- Herbert Jolly (1895 -1983), golfer
- Heather Watson (19 mei 1992), tennisspeelster
- Karen Dotrice (9 november 1955), actrice
- Andy Priaulx (8 augustus 1974), racecoureur

Castel · Forest · Saint Andrew · Saint Martin · Saint Peter Port · Saint Pierre du Bois · Saint Sampson · Saint Saviour · Torteval · Vale

Afhankelijkheden: Alderney · Sark